# Plex venos vezical
Plexul vezical învelește partea inferioară a vezicii urinare și baza prostatei și comunică cu plexul pudendal și cu cel prostatic. 

Este drenat, prin intermediul mai multor vene vezicale, în venele iliace interne. 

## Vezi și
- plex venos prostatic
- plex venos pudendal